# Hymenophyllum contiguum
Hymenophyllum contiguum är en hinnbräkenväxtart som först beskrevs av D. A. Smith, och fick sitt nu gällande namn av Tind. Hymenophyllum contiguum ingår i släktet Hymenophyllum och familjen Hymenophyllaceae. Inga underarter finns listade.